# Tsogt, Govi-Altai
Tsogt (tiếng Mông Cổ: Цогт) là một sum của tỉnh Govi-Altai ở miền tây Mông Cổ. Vào năm 2009, dân số của sum là 3.697 người.

## Địa lý
Sum có diện tích khoảng 16.618 km2. Trung tâm sum, Takhilt, nằm cách tỉnh lỵ Altai 190 km và thủ đô Ulaanbaatar 1.050 km.

### Khí hậu
Tsogt có khí hậu bán khô hạn. Nhiệt độ trung bình hàng năm trong khu vực là 3 °C. Tháng ấm nhất là tháng 6, khi nhiệt độ trung bình là 22 °C và lạnh nhất là tháng 1, với −16 °C. Lượng mưa trung bình hàng năm là 97 mm. Tháng ẩm ướt nhất là tháng 8, với lượng mưa trung bình là 24 mm, và khô nhất là tháng 1, với 1 mm.

## Kinh tế
Sum có một trường học, bệnh viện và khu du lịch.